# Quick Data Drive

Quick Data Drive originale con due supporti e il manuale

Il Quick Data Drive è una periferica di memoria di massa a nastro magnetico per gli home computer Commodore 64 e Commodore VIC-20 prodotta nel 1985 dalla Entrepo, azienda statunitense di Sunnyvale. Fu commercializzato anche dalla Phonemark come Quick Data Drive 8500, dalla Audiogenic e dalla Dean Electronics.
Rappresentava una via di mezzo tra le memorie di uso comune, cassetta e floppy disk; utilizza infatti il nastro come le cassette, in formato più sottile, ma si avvicina alla velocità e alle modalità di accesso tipiche dei floppy.
Per l'uso con il VIC-20 è necessaria l'espansione di memoria da 24 kB.
Il dispositivo è tecnicamente simile al precedente Wafadrive per ZX Spectrum, e come questo si basa su un meccanismo concepito dalla BSR.
Il costo del Quick Data Drive (es. 225.000 lire in Italia nel 1985) era competitivo, inferiore a quello dei lettori di floppy, sebbene i singoli supporti non fossero economici (es. 24-35 marchi in Germania nel 1985). Tuttavia non veniva comunemente pubblicato software commerciale per questo formato, il cui uso rimase limitato al salvataggio di propri dati o alla copia manuale da altri supporti. Inoltre i nastri a lungo andare si mostrarono poco affidabili. La periferica rimase poco diffusa.

## Caratteristiche tecniche

Frontale del modello Entrepo

Il Quick Data Drive è un piccolo lettore di circa 14 x 10 x 5 cm di colore beige. Il modello originale Entrepo ha una fascia rossa sul pannello frontale. Sul davanti si trova la feritoia per l'inserimento delle memorie, protetta da uno sportellino autoaprente/chiudente. Sul retro è presente l'unico connettore necessario, che si collega alla porta registratore del computer e prende da questo anche l'alimentazione elettrica. Un altro cavo per il collegamento a terra è opzionale; un'uscita equivalente alla porta registratore permette di collegare un'eventuale seconda periferica in cascata.
Sull'unità è presente un unico pulsante "play", che nel modello Entrepo è frontale, mentre nella versione della Dean Electronics è sul retro; questo pulsante serve solo inizialmente, per il caricamento del sistema operativo, mentre i successivi avvii e arresti del nastro sono automatici. Inoltre la versione Dean Electronics è leggermente più grande e ha l'involucro di plastica, mentre quella Entrepo è metallica. In entrambi i casi una spia rossa frontale mostra quando è in corso l'accesso al nastro.

## Supporti
I supporti di memoria sono chiamati Microwafer (il termine "wafer" era già in uso con le analoghe periferiche Wafadrive per ZX Spectrum e A&J Micro Drive per TS1000) e sono cassettine di circa 7 x 4,5 x 0,5 cm a singola faccia, che contengono un nastro magnetico largo meno di 2 mm. Il nastro è protetto da una tendina di plastica che si apre automaticamente all'inserimento nel drive. Una linguetta manuale serve per la protezione dalla scrittura.
Il nastro può scorrere in modo ciclico continuo, per cui non occorre avvolgere o riavvolgere il nastro fino al punto giusto come con le cassette. Il nastro scorre in automatico quando e fin dove è necessario.
La lunghezza del nastro e quindi capacità del supporto è variabile, esistevano tagli almeno da 64 kB, 96 kB e 128 kB; la potenzialità massima dell'unità è 170 kB, come i floppy del Commodore 64.
I nastri più capienti hanno uno svantaggio in termini di tempo medio di accesso ai dati.
Rispetto alle cassette i supporti erano più cari, ma meglio protetti dagli agenti esterni.

## Gestione
I file vengono memorizzati in modo sequenziale sul nastro, con il proprio nome in testa. Il software di gestione è il Quick Operating System (QOS), fornito dal produttore su un Microwafer. La gestione diventa molto simile a quella di un floppy, compresa la possibilità di visualizzazione del contenuto della directory.
Il QOS va anzitutto caricato dal suo Microwafer usando il normale comando di caricamento da cassetta. Il Microwafer del QOS contiene entrambe le versioni Commodore 64 e VIC-20 e quella corretta viene riconosciuta in automatico (sembra però che questa idea venne poi abbandonata, pubblicando le due versioni separatamente).
Con il QOS in memoria diventa quindi possibile gestire qualunque Microwafer. I comandi disponibili nel sistema restano gli stessi utilizzati per le cassette, ma con qualche differenza nella sintassi. Ad esempio il comando LOAD consente di usare i caratteri jolly come per i floppy, mentre se usato senza nome file cercherà e caricherà il primo programma registrato sul wafer (invece con le cassette carica il primo programma incontrato dopo l'avvio del nastro). Il comando PRINT# usa un buffer di scrittura di 2 kB. Nel caso di due Quick Data Drive collegati in cascata, i file dell'uno e dell'altro si identificano con i prefissi 0: e 1:.
Sul Microwafer del QOS era fornito anche un programma chiamato File Manager Utility (FMU). Questo programma, tramite un menù, mette a disposizione varie funzioni: copia di file da wafer a disco/cassetta e viceversa, visualizzazione del contenuto di un wafer, formattazione, copia automatica del QOS, pulizia della testina (con apposita cartuccia).
La velocità di scambio dati era notevole, teoricamente fino a 15 volte quella di un registratore a cassette. Con programmi e nastri di lunghezza adeguata si poteva superare anche la velocità dei floppy. Tuttavia alle prove pratiche era difficile raggiungere questi risultati. I tempi dipendono molto da lunghezza, posizione e occupazione del nastro; nel caso del salvataggio di un piccolo programma, il tempo totale può anche essere peggiore di quello di una cassetta.

## Software commerciale
La produzione di software applicativo commerciale su Microwafer fu molto limitata. Anche trasferire manualmente software commerciale da altri tipi di supporti a Microwafer poteva non funzionare, per via di conflitti nelle aree di memoria utilizzate dal sistema operativo QOS e dai programmi commerciali.
Negli USA la Entrepo vendette, come opzioni insieme al Quick Data Drive stesso, i pacchetti software per Commodore 64 The Microwafer Office (programmi da ufficio), The Microwafer Teacher (educativi) e The Microwafer Entertainer (videogiochi), e una versione su cartuccia del QOS che permetteva di liberare la memoria principale.
La società britannica Audiogenic pubblicò su wafer una trentina di titoli convertiti dal proprio catalogo per Commodore 64, tra cui giochi come Impossible Mission e almeno un programma di videoscrittura. La Dean Electronics allegò tre giochi alla propria edizione del drive.